# 耿锡祥
耿锡祥（1909年—1990年），男，湖北黄安人，中华人民共和国军事人物，中国人民解放军少将，曾任第四机械工业部政治部主任、顾问。